# Cirolana dissimilis
Cirolana dissimilis är en kräftdjursart som beskrevs av Keable 200. Cirolana dissimilis ingår i släktet Cirolana och familjen Cirolanidae. Inga underarter finns listade i Catalogue of Life.